# سارا عبدالملکی
سارا عبدالملکی (زاده ۲۰ مرداد ۱۳۷۳ در کرج) بازیکن راگبی اهل ایران است که از سال ۱۳۹۰ به عضویت تیم ملی راگبی بانوان ایران درآمده است. وی در زمستان ۱۳۹۴ دچار حادثه رانندگی شد که موجب شکستگی بسیاری از استخوان‌هایش شده و قطع نخاع شد. او بعد از بهبودی در سال ۱۳۹۶، به رشته قایقرانی پیوست. از جمله افتخارات وی می‌توان به مدال برنز بازی‌های پاراآسیایی ۲۰۲۲ اشاره کرد.

## تصادف

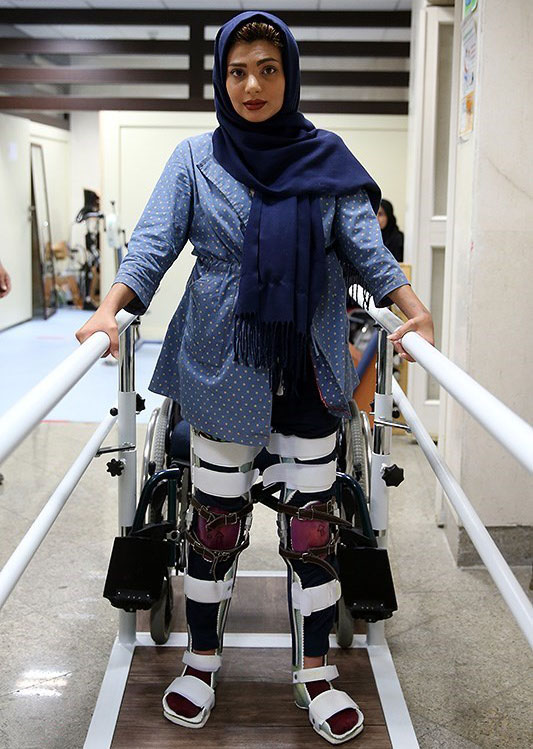
سارا عبدالملکی در حال درمان، وی پس از طی کردن پنج عمل جراحی سنگین روی ستون فقرات، نخاع، کتف، دست چپ، ریه‌ها و دنده‌ها، دوره فیزوتراپی را در بیمارستان نور افشار طی می‌کند.

وی در تاریخ ۲۹ دی ۱۳۹۴ در مسیر کرمانشاه به تهران دچار سانحه تصادف شده که در پی آن، دست‌ها، مهره‌های کمر و جمجمه‌اش می‌شکند و در بیمارستان آسیا بستری می‌شود. هزینه درمان بالای وی که بالغ بر ۱۰۰ میلیون تومان برآورد شده‌بود، موجب واکنش چهره‌های سرشناس فرهنگی و ورزشی شد. افرادی چون پرویز پرستویی، علی دایی حسن قاضی‌زاده هاشمی رضا صادقی و رامبد جوان از حامیان جمع‌آوری کمک‌هزینه درمانی وی بودند. در نهایت، با ایجاد کمپین و واریز شدن کمک‌های مردمی به شماره حساب مریم ابوترابی (مادر سارا عبدالمالکی) مبلغی بالغ بر ۳۰۰ میلیون تومان جمع‌آوری می‌شود.

## دوپینگ
عبدالملکی در بازی‌های پاراآسیایی ۲۰۲۲ هانگژو در بخش کایاک زنان در کلاس KL1 به مدال برنز دست یافت اما به دلیل وجود ماده متاسترون استانوزولو در نمونه اخذ شده تست دوپینگ وی به مدت سه سال از تمامی فعالیت‌های ورزشی محروم شد.